# Chloroclystis seminotata
Syncosmia seminotata là một loài bướm đêm trong họ Geometridae.